# ژان لوسیانو
ژان لوسیانو (فرانسوی: Jean Luciano‎; ۲ ژانویهٔ ۱۹۲۱ – ۷ ژوئیهٔ ۱۹۹۷) بازیکن و مربی فوتبال اهل فرانسه بود.
از باشگاه‌هایی که در آن بازی کرده‌است می‌توان به باشگاه فوتبال لاس پالماس، باشگاه فوتبال رئال مادرید و باشگاه فوتبال نیس اشاره کرد.
وی همچنین در تیم ملی فوتبال فرانسه بازی کرده‌است.